# Ураш (деревня)
Ураш — деревня в Тевризском районе Омской области России. Входит в состав Утьминского сельского поселения.

## История
Основана в 1868 году. В 1928 году деревня Урашская состояла из 71 хозяйства, основное население — русские. В административном отношении являлась центром Урашского сельсовета Тевризского района Тарского округа Сибирского края.

## Население
| 1926 | 2010 |
| ---- | ---- |
| 409  | ↘191 |

## Улицы
| - ул. Береговая, - пер. Клубный, - ул. Новая, | - ул. Озёрная, - пер. Пчелиный, - ул. Школьная. |